# Alexandre-Robert Conty
Pour les articles homonymes, voir Conty.
Alexandre-Robert Conty, né à Abilly le 3 mai 1864, mort à Abilly le 1er juin 1947, est un diplomate français.

## Biographie
Issue de la grande bourgeoisie industrielle dans la minoterie par son père Alexandre Conty (1825-1900), alliée à la famille Darblay, et d’une famille de banquiers, entrepreneurs et hommes politiques par sa mère Berthe Creuzé, fille de Philippe-Jules Creuzé (1804-1868), entrepreneur de la Manufacture d'armes de Châtellerault, et petite-fille de Robert-Augustin Creuzé député-maire de Châtellerault, Alexandre-Robert Conty décide à sa sortie de l’École polytechnique (promotion 1884) de se présenter au concours des ambassades en 1888.

### Madagascar
Il devient attaché à Berlin, Madagascar, Rio de Janeiro. À Madagascar, Alexandre Conty va se consacrer au développement de la culture du café importé du Brésil : ses études sur les moyens d'acclimater les cafés du Brésil à Madagascar ont été publiées dans les revues de culture coloniales et dans le Moniteur du commerce. Jean Dupuy, ministre de l'agriculture, demandera, en août 1900, qu'on attribue à Conty la croix de chevalier du mérite agricole. Au Brésil, il va continuer ses études sur la culture du café et faire de nombreux rapports à la direction des consulats, sur la situation économique du Brésil.
En 1899, il est nommé à l'ambassade de Constantinople à la disposition de Ernest Constans. Avant de rejoindre ce poste, il doit se rendre le plus tôt possible à Bruxelles à la disposition de Auguste Gérard, afin de remplir l'intérim des fonctions de premier secrétaire jusqu'à l'arrivée du titulaire. Il n'ira finalement pas à Constantinople.
Tandis qu'il est à Bruxelles, il obtient du ministère l'autorisation de publier, sous le pseudonyme de Robert Dumeray, un travail extrait des notes sur Madagascar, portant sur une étude de la population du pays Betsileos sous la domination des Hova avant la conquête française. Cette publication est demandée par le secrétaire général du comité de Madagascar pour le premier numéro de La Revue de Madagascar, fondée à Paris 44 rue de la Chaussée d'Antin.

### Europe
Par un arrêté du 1er mars 1901, Conty est nommé officier d'académie par le ministre de l'Instruction publique et des Beaux-Arts. Le 20 mars 1901 suivant, il est nommé à l'ambassade de Berlin, puis est détaché à l'administration centrale afin de remplir l'intérim des fonctions de chef du bureau des affaires d'Amérique à la direction des consulats et des affaires commerciales
Au mois de septembre 1909, il est nommé adjoint au directeur des Affaires politiques et commerciales, et chargé de la sous-direction d'Europe, d'Afrique et d'Océanie, en remplacement d'Edmond Bapst (de) qui devient directeur. En 1912, l'Orient remplacera l'Océanie dans cette sous-direction. Le 31 décembre 1910, il est promu officier de la Légion d'honneur.
Le 21 novembre 1911, le président Fallières sur proposition du ministre des Affaires étrangères de Selves, le désigne comme commissaire du gouvernement pour assister le ministre des Affaires étrangères devant la Chambre des députés, dans la discussion du projet de loi portant approbation de la convention, conclue entre la France et l'Allemagne le 4 novembre 1911, pour la délimitation de leurs possessions respectives dans l'Afrique équatoriale. Par un décret du même jour, il est en outre chargé d'assister le ministre dans la discussion du budget du ministère des Affaires étrangères devant la Chambre de députés, puis le 12 février 1912, devant le Sénat.

### Chine
Par un décret du 31 mai 1912, Alexandre Conty est nommé ambassadeur extraordinaire et ministre plénipotentiaire à Pékin. Il remplace Pierre de Margerie, qui nommé adjoint au directeur des affaires politiques et commerciales, prend la place de Conty à la sous-direction d'Europe, d'Afrique et d'Orient.
Au mois d'août 1914, Conty, de concert avec le consul général de Shanghai, Gaston Kahn, obtient la conclusion des négociations pour l'annexion des routes extérieures à la concession de Shanghai. Dès 1907, la municipalité avait déjà obtenu le droit d'y exercer son contrôle par l'intermédiaire de sa police et d'en assurer l'entretien, ainsi que l'installation de l'éclairage électrique. Mais à cette époque, le gouvernement chinois voyait d'un très mauvais œil toute nouvelle tentative d'extension de la concession française.
À partir de 1916, il s’appuie sur la collaboration de Alexis Léger, dit Saint-John Perse, qui vient d'être nommé troisième secrétaire de la légation, à qui malgré un grade peu élevé dans la diplomatie, il accorde toute sa confiance. La situation est difficile, à ce moment critique de la guerre, où le gouvernement chinois hésite entre prendre parti pour les alliés ou les empires centraux. En effet, il semble qu’alors le ministre des Affaires étrangères chinois Wou Tin Fang, sous l'influence de Paul Samuel Reinsch (en), le ministre des États-Unis à Pékin, de tendance germanophile, en raison de ses origines allemandes, penche du côté des empires centraux tandis que le maréchal Toan, président du conseil, est nettement favorable aux alliés.
Alexandre Conty use de tous les moyens possibles pour faire finalement pencher la Chine vers les alliés : celle-ci en août 1917 finit par déclarer la guerre aux empires centraux. Mais son action ne lui crée pas que des amitiés, et alors que sa mission est accomplie, il est considéré comme persona non grata et est rappelé à Paris le 10 septembre 1917. Damien de Martel son adjoint prend sa succession. Le 16 septembre, il s'embarque à Shanghai pour la France.

### Danemark et Brésil
Par un décret du 13 janvier 1918, il est réintégré en activité et nommé le même jour envoyé extraordinaire et ministre plénipotentiaire au Danemark. Conty arrive le 16 mars à Copenhague.
Un an et demi plus tard, le 4 juin 1919, il est promu au grade suprême d'ambassadeur de France au Brésil où il termine sa carrière diplomatique au moment où la légation de Rio de Janeiro devient une ambassade. Paul Claudel qui était à la tête de la légation, le remplace à Copenhague où il arrive le 5 août 1919.
Le 7 août 1923, il est fait commandeur de la Légion d'honneur et à sa demande le 20 janvier 1928, est admis à faire valoir ses droits à la retraite.
En mai 1930, le ministère des PTT décide de préparer la création d'un poste colonial d'État, soutenu par le Maréchal Lyautey. Une Fédération nationale de la radiodiffusion coloniale est créée, ancêtre de Radio France internationale, présidée par Alexandre Conty, ambassadeur de France.

## Famille
En juin 1899, lors d’un congé en France Alexandre-Robert Conty demande l'autorisation d'épouser Nelly Le Roy Liberge, domiciliée au Mans, dont la mère, Gabrielle Le Roy Liberge, née Varanguien de Villepin, est veuve depuis 6 ans avec deux enfants (un fils de 20 ans et une fille de 18 ans) et propriétaire du château d'Isaac près du Mans. Ils auront sept enfants :
- Fernande (1900-1944) épouse du lieutenant-colonel Jacques Lachèvre, qui sera attaché militaire à Dublin entre 1941 et 1945
- Madeleine (1901-1987), épouse du comte Jean de Hauteclocque, diplomate
- François (1903-1975), diplomate, puis banquier
- Jean-Marie (1904-1999), compagnon de Antoine de Saint-Exupéry à l’aéropostale[9]
- Louis (1907-2001), résistant, directeur à la Française des Pétroles
- Denise (1911-2006), médecin, épouse de Pierre Boulenger[10], professeur de médecine, directeur général de la santé publique de 1966 à 1970
- Michel (1915-1944), prix de Rome en architecture, chef d’un maquis, mort sous la torture[11],[12]

## Carrière
- 1884-1886 Ancien élève de l'École Polytechnique[13]
- 1/2/1887 Attaché autorisé à Berlin
- 24/1/1889 Attaché à Berlin
- 6/11/1891 Attaché à la direction politique
- 12/5/1892 secrétaire de 3e classe à Tananarive
- 28/6/1895 secrétaire de 3e classe à Bucarest
- 28/10/1896 secrétaire de 2e classe à Rio de Janeiro
- 1/1/1899 chevalier de la Légion d'honneur
- 12/6/1899 secrétaire de 2e classe à Constantinople (non installé)
- 23/7/1899 Chargé par intérim des fonctions de 1er secrétaire à Bruxelles
- 20/3/1901 secrétaire à Berlin
- 30/5/1902 secrétaire d'ambassade de première classe
- 1/9/1906 premier secrétaire à Lisbonne
- 25/5/1907 Sous-directeur d'Amérique
- 20/7/1909 Ministre plénipotentiaire de 2e classe
- 2/10/1909 Sous-directeur d'Europe adjoint au directeur des affaires politiques et commerciales
- 31/12/1910 Officier de la Légion d'honneur
- 31/5/1912 Envoyé extraordinaire et ministre plénipotentiaire à Pékin
- 26/2/1916 Ministre plénipotentiaire de 1er classe
- 11/8/1917 Placé en disponibilité
- 13/1/1918 Envoyé extraordinaire et ministre plénipotentiaire à Copenhague
- 28/6/1919 Nommé Ambassadeur de France à Rio de Janeiro
- 7/8/1923 Commandeur de la Légion d'honneur
- 20/1/1928 Fait valoir ses droits à la retraite.